# Jaromír Hnilička
Jaromír Hnilička (11. února 1932 Bratislava – 7. prosince 2016 Brno) byl český trumpetista, hudební aranžér, skladatel, jazzový hudebník, hudební pedagog a od roku 1956 člen Orchestru Gustava Broma. Je vynálezcem hudebního nástroje hnilofonu, který byl představen v roce 1971.

## Život
Narodil se v Bratislavě českým rodičům. V osmi letech se začal učit hrát na harfu a souběžně docházel na hodiny klavíru. Hniličkovi se záhy stěhovali do Jičína a v roce 1945 do Kroměříže, kam byl převelen jeho otec, který byl v důsledku své služby u americké jednotky v Itálii o necelé tři roky později vězněn a týrán. Po maturitě na kroměřížském gymnáziu v roce 1951 (jeho spolužákem byl dramaturg Miloš Smetana a dalším jeho kroměřížským kamarádem byl „Smutný muž“ Jaroslav Válek) chtěl studovat elektrotechniku, což mu tehdejší režim neumožnil. Jediná škola, kde mohl udělat přijímací zkoušky, byla Konzervatoř v Bratislavě. Přijímačky na klavír absolvoval úspěšně, ale pro velký počet uchazečů na tento nástroj mu byla nabídnuta trubka. V Bratislavě začal téměř ihned účinkovat s malou instrumentální skupinou; vrcholem jeho raných muzikantských snah bylo účinkování ve Slovenské filharmonii. V roce 1956 nastoupil do Orchestru Gustava Broma. Delší dobu učil na Letní jazzové dílně ve Frýdlantu.

## Dílo
Jeho nejslavnější skladbou je „Jazzová mše“, kterou složil koncem 60. let. V roce 2012 uvedl v brněnském Besedním domě svou poslední velkou skladbu, Brněnskou suitu.
Složil několik skladeb, které časem zlidověly nebo se staly velmi populárními – mj. je autorem hudby k písni „Pozdrav astronautovi“ (známá jako Dobrý den, majore Gagarine). Dne 22. 8. 1968 se zřekl autorských práv na tuto skladbu na protest proti okupaci.

## Uctění památky a zneuctění památky
Dne 15. června 2020 byla na bílovické louce U Buku, kam Jaromír Hnilička rád chodíval, odhalena Lavička Jaromíra Hniličky. Stalo se tak v den 80. výročí zahájení činnosti Orchestru Gustava Broma. Akci zorganizoval Ing. Vladimír Koudelka, účastnili se jí bývalí členové Bromova orchestru Tibor Lenský, Mojmír Bártek, Milan Kašuba, Helena Blehárová a hosté Laďa Kerndl, Felix Slováček a členové Hniličkovy rodiny.
Pravděpodobně v první půlce února 2023 pietní lavička Jaromíra Hniličky zmizela – někdo ji ukradl. Lavička s četnými kovovými prvky, jež připomínaly trumpetu, nesla mj. nápis Toto je louka a lavička, kam chodil mistr Hnilička.

## Zajímavosti
Ve stati „Mezi experimentem a recesí“ uvádí Vladimír Strakoš, autor příspěvku „Cesta do hlubin podivuhodného díla Jaromíra Hniličky“: „Kolem roku 1968 z recese dohromady smontoval hornu kolegy Jana Kulíška z orchestru se svou trumpetou, a byl výsledkem nadšen. Objednal si tedy podle přesného plánu u firmy Lídl v Brně nástroj se šesti písty a čtyřmi korpusy. Jeden byl trumpetový, další hornový, klaxonový a poslední byla takzvaná zpátečka (korpus vyvedený za záda hráče).“ Jaromír Hnilička pojmenoval nástroj hnilofon a představil jej na Mezinárodním jazzovém festivalu v Praze (1971). „Teoretickou úvahou přišel Hnilička také na princip čtvrttónové trumpety. Stačilo přidat jeden ventil snižující tón o čtvrtinu a »nástroj hrající nejfalešněji na celém světě« byl hotov. Pavel Blatný byl touto odkrytou novou cestou tak fascinován, že napsal pro Hniličku „Studii pro čtvrttónovou trubku“ (1964), která získala ocenění v zahraničí a ještě v roce 1965 se dočkala provedení a nahrání orchestrem Gustava Broma s Jaromírem Hniličkou jako sólistou. Hnilička vzpomíná: »Potřeštěný vynález se dostal až do Ameriky, kde si známý trumpetista Don Ellis nechal postavit podobný exemplář a úspěšně děsil několik let své posluchače.«“